# La sala del crimen
La sala del crimen es la antepenúltima novela que publicó la escritora británica 
P. D. James. Esta obra continúa la serie del célebre comisario de Scotland Yard, Adam Dalgliesh.

## Argumento
Una tensión insoportable se cierne sobre la gente vinculada al Museo Dupayne, un institución dedicada a los años de entreguerras. Neville Dupayne, el menor de los tres hermanos dueños del museo, no está de acuerdo en firmar la renovación del contrato del Dupayne: para él, el museo debe cerrar. A pesar de las insistencias de sus hermanos y del personal del edificio, se muestra inamovible. 
Cuando queda bien en claro que todos los personajes tienen motivos más que suficientes para matar a Neville Dupayne, se encuentra su cuerpo calcinado dentro de un automóvil en llamas. 
Dalgliesh, junto con su equipo policial (conformado por la Kate Miskin, Piers Tarrant y Benton-Smith), deberán hallar la solución de un enigma que se complica con nuevas muertes. Y lo más intrigante es que cada una de esas muertes están firmemente relacionadas con los sucesos ilustrados en la magistrar Sala del Crimen, atracción principal para los visitantes del Dupayne. Esta Sala del Crimen muestra los casos policiales de los años de entreguerras.